# 安子巷鸽子楼
安子巷鸽子楼，位于中国山西省运城市新绛县县城龙兴镇城内西南区。已列为新绛县文物保护单位。

## 建筑
安子巷鸽子楼为明清民居，面阔两间，进深一间半，悬山顶，高三层。

## 保护
1995年12月，安子巷鸽子楼公布为新绛县文物保护单位。